# Stora Björngölen (Hycklinge socken, Östergötland)
Stora Björngölen är en sjö i Kinda kommun i Östergötland och ingår i Motala ströms huvudavrinningsområde.